# 中林佑輔
中林 佑輔（なかばやし ゆうすけ、本名：中林 祐介（読みは同じ）、1983年8月25日 - ）は、石川県羽咋郡志賀町出身の元プロ野球選手（投手）、指導者。

## 来歴・人物
金沢高では3年春の選抜3回戦で優勝した常総学院に10奪三振も敗れる。夏も出場するが3回戦敗退。2001年のドラフト5巡目で阪神タイガースに入団。
一度も一軍で出場することがなく、2006年に戦力外通告を受けて現役引退。
打撃投手に転向して2012年まで在籍したが、教員を目指すために退団。翌年3月から母校金沢高校の教員として勤務する傍ら、野球部のコーチに就任した。

## 詳細情報

### 年度別投手成績
- 一軍公式戦出場なし

### 背番号
- 36 （2002年 - 2006年）
- 104 （2007年 - 2012年）

### 登録名
- 中林 祐介 （なかばやし ゆうすけ、2002年）
- 中林 佑輔 （なかばやし ゆうすけ、2003年 - 2012年）